# Sinosenecio hunanensis
Sinosenecio hunanensis là một loài thực vật có hoa trong họ Cúc. Loài này được (Ling) B.Nord. miêu tả khoa học đầu tiên năm 1978.